# Mr.Nuts
Mr.Nuts（ミスターナッツ）は、日本のロックバンド。所属レーベルはソニー・ミュージックアーティスツ。

## メンバー
- ヤハラシュン（ギター・ボーカル）1996年9月28日（28歳）
PublicHERO'sではリードギターとして所属していた。2017年2月22日脱退。 　　THE BOYS＆GIRLSのサポートギターを経て、現在はer/caのギター・ボーカルとして活動。
- ヤマギシダイキ（ベース）
- 館山翔吾（ドラムス）[1][出典無効]

　 PUSH REG LEADsのドラムとして活動していたが脱退。

## 来歴
- 2015年1月、高校の同級生が集まり結成[2]

- 2017年、出れんの!?サマソニ!?ISLAND賞を受賞。同年サマーソニックに出演。

- 2020年9月5日、ヤハラシュン脱退の意向を告げられたことにより解散を発表。